# Fuck U Betta
"Fuck U Betta" é o single de estreia pela cantora britânica Neon Hitch. A música alcançou o número um na Billboard Hot Dance Club Play e a posição número 28 na Billboard Pop Songs.

## Antecedentes e lançamento
Discutindo a inspiração da música, Hitch disse:

Eu re-escrevi "Fuck U Betta" com meu amigos Lauren e Vic em Toronto depois que eu tinha terminado com um namorado, que me disse que ele começou a namorar uma modelo. Eu estava tipo, "Sim, ela é mais bonita do que eu nunca vou ser, mas ela pode fazê-lo gostar de mim? Então, dei a Benny, e Benny estava pirando sobre ele".
"Fuck U Betta" foi lançado digitalmente em 31 de janeiro de 2012.

## Composição
Lewis Corner do Digital Spy descreveu a composição como "uma mistura peculiar de squiffy efeitos vocais, batidas pulsantes do clube e muita má língua".

## Videoclipe
O vídeo da música oficial para Fuck U Betta foi dirigido por Chris Applebaum. Ele mostra Hitch em fundos preto e branco sentado em uma cadeira. A cena inclui Hitch no chão com tinta preta derramando sobre ela. Foi carregado no canal oficial da cantora no YouTube em 8 de março de 2012 em 2 versões: explícita e limpa.

## Lista de Faixas
| iTunes download #1 |                |         |  |
| N.º                | Título         | Duração |  |
| 1.                 | "Fuck U Betta" | 3:23    |  |

| iTunes download #2 |                |         |  |
| N.º                | Título         | Duração |  |
| 1.                 | "Love U Betta" | 3:21    |  |

## Desempenho nas tabelas musicais
Em sua sexta semana na parada, "Fuck U Betta" alcançou o número um na parada da Billboard Hot Dance Club Play para a emissão de 17 de março de 2012. De acordo com a Nielsen SoundScan, a música vendeu 28 mil downloads como de março 2012.
| Posições (2012)                                           | Melhor posição |
| --------------------------------------------------------- | -------------- |
| Líbano (The Official Lebanese Top 20)                     | 17             |
| Estados Unidos (Billboard Bubbling Under Hot 100 Singles) | 12             |
| Estados Unidos (Billboard Pop Songs)                      | 29             |
| Estados Unidos (Billboard Hot Dance Club Songs)           | 1              |
| Suécia (Sverigetopplistan)                                | 58             |
| Ucrânia (Ukraine Singles Charts)                          | 13             |

## Histórico de lançamento
| Região         | Data                  | Formato          | Gravadora            |
| -------------- | --------------------- | ---------------- | -------------------- |
| Alemanha       | 31 de janeiro de 2012 | Digital download | Warner Bros. Records |
| Austrália      | 31 de janeiro de 2012 | Digital download | Warner Bros. Records |
| Canadá         | 31 de janeiro de 2012 | Digital download | Warner Bros. Records |
| Dinamarca      | 31 de janeiro de 2012 | Digital download | Warner Bros. Records |
| Eslováquia     | 31 de janeiro de 2012 | Digital download | Warner Bros. Records |
| Espanha        | 31 de janeiro de 2012 | Digital download | Warner Bros. Records |
| Estados Unidos | 31 de janeiro de 2012 | Digital download | Warner Bros. Records |
| Grécia         | 31 de janeiro de 2012 | Digital download | Warner Bros. Records |
| Irlanda        | 31 de janeiro de 2012 | Digital download | Warner Bros. Records |
| Nova Zelândia  | 31 de janeiro de 2012 | Digital download | Warner Bros. Records |
| Reino Unido    | 31 de janeiro de 2012 | Digital download | Warner Bros. Records |
| Suécia         | 31 de janeiro de 2012 | Digital download | Warner Bros. Records |
| Turquia        | 31 de janeiro de 2012 | Digital download | Warner Bros. Records |
| México         | 31 de janeiro de 2012 | Digital download | Warner Bros. Records |
| Roménia        | 31 de janeiro de 2012 | Digital download | Warner Bros. Records |